# Salix balsamifera
Salix balsamifera là một loài thực vật có hoa trong họ Liễu. Loài này được (Hook.) Barratt ex Andersson miêu tả khoa học đầu tiên năm 1858.